# Projektus (biskup Clermont)
Projektus, biskup Clermont (ur. 628 nad rz. Allier, zm. 25 stycznia 676 w Volvic) – frankoński kapłan i biskup Clermont od 666, uznany za męczennika, święty Kościoła katolickiego.
Projektus (fr. Priest, Prist, Prix, Préje, Projet) pochodził z frankijskiej Owernii. Urodził się w gondoli (nad rzeką  Allier w dzisiejszej gminie Le Cendre), która była własnością jego matki Gelvedine i ojca Godelina. Wychowywał się w benedyktyńskim klasztorze Saint-Austremoine w Issoire. 
Był pomocnikiem i archidiakonem św. Genezjusza (zm. 662), biskupa Clermont (od 656). Po jego śmierci założył żeński klasztor Chantoin (na płn.-wsch. od  Clermont, u bram miasta, przy dawnej drodze rzymskiej Klaudiusza), którego został opatem. 
Urząd biskupi w Clermont, przy poparciu króla Childeryka II, Projektus objął w 666 roku. W tym czasie założył kilka żeńskich klasztorów (m.in. benedyktyński w Marsat) i szpital. 
Oskarżony o kradzież przed królem, przez marsyliańskiego hrabiego Hektora, który podstępem sam chciał zagarnąć dobra kościelne, zdołał się obronić, ale zwolennicy hrabiego poprzysięgli mu zemstę. Zginął z ich rąk razem z Amarynusem (Marynusem) i akolitą Elidiuszem.
Nad grobem biskupa został wybudowany w VII wieku kościół (fr. Église Saint-Priest de Volvic) i klasztor. Jego kult jako męczennika rozpowszechnił się na całą zachodnią Europę, na terenie której znajduje się 230 parafii pod wezwaniem św. Priesta lub św. Prixa. We Francji położone są miejscowości, których nazwa również pochodzi od imienia świętego.
Wspomnienie liturgiczne św. Projektusa obchodzone jest 25 stycznia lub 12 lipca na pamiątkę przeniesienia relikwii (1646).